# Fórmula de Rodrigues
En matemàtiques, la Fórmula de Rodrigues (antigament coneguda com a fórmula d'Ivory–Jacobi) és una fórmula pels polinomis de Legendre descoberta independentment pels matemàtics Olinde Rodrigues (1816), James Ivory (1824) i Carl Gustav Jacobi (1827). El nom de "fórmula de Rodrigues" va ser implantat per Eduard Heine el 1878, després que Charles Hermite senyalés el 1865 que Rodrigues havia estat el primer en descobrir-lo. Aquest nom també s'utilitza a vegades per descriure fórmules similars d'altres polinomis ortogonals.

## Definició
Rodrigues va establir la seva fórmula pels polinomis de Legendre {\displaystyle P_{n}}:
{\displaystyle P_{n}(x)={1 \over 2^{n}n!}{d^{n} \over dx^{n}}\left[(x^{2}-1)^{n}\right].}
Els polinomis de Laguerre, normalment denotats amb {\displaystyle L_{0}}, {\displaystyle L_{1}} i la fórmula de Rodrigues poden ser escrits com
{\displaystyle L_{n}(x)={\frac {e^{x}}{n!}}{\frac {d^{n}}{dx^{n}}}\left(e^{-x}x^{n}\right)={\frac {1}{n!}}\left({\frac {d}{dx}}-1\right)^{n}x^{n},}
La fórmula de Rodrigues pel polinomi d'Hermite es pot escriure com
{\displaystyle H_{n}(x)=(-1)^{n}e^{x^{2}}{\frac {d^{n}}{dx^{n}}}e^{-x^{2}}=\left(2x-{\frac {d}{dx}}\right)^{n}\cdot 1}.
Altres fórmules similars es compleixen per moltes altres seqüències de funcions ortogonals derivades de l'equació de Sturm-Liouville i també es denominen fórmules de Rodrigues, especialment quan la seqüència resultant és un polinomi.